# 躲猫猫！
《躲猫猫！》（日语： Inai Inai Baa!），是NHK教育頻道播出針對嬰幼兒（0-2歲）觀看的兒童電視節目，由体操、歌曲、教育等構成。1996年4月1日開播。
中國大陸北广传媒优优宝贝电视频道以《和宝宝在一起》之名播出此节目的译制版。乐视网引進為《躲貓貓！》。臺灣NHK世界台過去排表播出僅稱《幼兒節目》，現譯為《遊戲捉迷藏》。

## 概要
1996年開始的NHK嬰幼兒節目。「面向0－2歲」。作為NHK教育兒童節目中收視率頂級的人氣節目。
1996年1月15日、1月16日，於BS2試點版播出。1996年4月1日於NHK衛星第2頻道開始播出，此後於1996年10月7日至今轉移至NHK教育頻道。1999年4月5日早晨和傍晚第二播出體制。
表演者是穿著布偶裝的汪汪、姊姊、操縱人偶作為正式成員。至今為止姊姊聘請了小學女生，3-4年間會換一次人。操纵人偶也会不规则替代。

### 在中国的播出
在优优宝贝播出的译制版中，开场曲后和结束前多了一个名叫“乐乐”的小学女生，但在NHK播出的原版中没有这个人。优优宝贝播出该节目并非最新内容，而是2003年～2005年间的剧情。人物名字也翻译成“汪汪”、“佳佳”、“叮当”。

### 本土化版本

#### 中国版
《咿呀咿呀》，于2017年7月1日开播。布景模仿自小优时期的场景“太阳之国”（日语：おひさまのくに），其中一个名叫“小亦”的小姐姐造型与小优大体相似，但加入了一些中国元素。

#### 越南版
《呜哇！》，于2016年开播，现由越南电视台教育频道（VTV7）在北京时间每晚9点左右播出。 与日本原版、中国版和缅甸版不同的是，没有操纵人偶“乌糖”出现，取而代之是一只用布偶服装扮演的紫色猫咪“喵喵”（Meo Meo）。

#### 缅甸版
《Tu Tu Yay Wah》，2019年8月5日于MNTV开播，其中的小姐姐“泰特”和小雪本尊并不是同一个人。

## 角色

### 布偶装角色
| 演员             | 角色     | 备注 |
| 长（配音、表演） | 汪汪（） | - 1996年1月15日节目开始时参加的大狗男孩。第一人称「汪汪」。最喜欢的食物是納豆。自己是狗也很怕狗（同节目的角色（キャンキャン等）因为不害怕，现在有着不同的可能性）。拉丁文字表記为「Wanwan」。在初期设定中，五角星的魔法变身成狗，生日是1月1日，年龄是5岁。 |

### 小姐姐（女孩）
| 演员       | 角色     | 备注 |
| 武石櫻華   | 小櫻（おうちゃん） | - 2023年4月3日加入的第8代姐姐。 - 所属场景为“圆溜溜之国”（まんまるのくに）。 |
| 倉持春希   | 小春（はるちゃん） | - 2019年4月1日 - 2023年3月31日。 - 2019年3月25日加入的第7代姐姐，同年4月1日正式就任。 - 所属场景为“笑脸之国”（えがおのくに）。 |
| 大角雪     | 小雪（ゆきちゃん） | - 2015年3月30日 - 2019年3月29日 - 2015年3月23日加入的第6代姐姐。从上一代毕业时的一周先行登场（当时大致1分钟演出），同年3月30日正式就任。 - 服装：上身在头上并排红色小花发饰，衣领左右绿色和红色的黄色衬衫，背上有圆形的玫红色背心。下身是配有圆形图案的粉红色南瓜裤，穿着左边红色、右边绿色的鞋子。在先行演出期间，穿着与小优一样的淡蓝色服装。 - 演出开始时是小学一年级（6岁），为史上最年轻。 - 所属场景为“游戏之国”（あそびのくに）。                                                                                     |
| 杉山优奈   | 小优（） | - 2011年3月28日－2015年3月27日。 - 小雪之前的第5代姐姐。2011年3月28日，和キャンキャン（狗的操纵人偶）一起加入，成为第5代姐姐。 - 開始当時8岁（小学3年级）。 - 2015年3月27日，从通常播出中毕业，同年4月转移至《汪汪仙境》。 - 服装是通常出演時代开始至現在，以花形象的黄色为基调。 - 《咿呀咿呀》里的小亦与小优有相似之处。 - 所属场景为“太阳之国”（おひさまのくに）。 |
| 空閑琴美   | 小琴（ことちゃん） | - 2007年4月2日－2011年3月25日。 - 小优之前的第4代姐姐（舞台剧《汪汪仙境》的初代）。2007年4月2日加入节目。另外，操纵人偶“飘飘”也于2007年登场，日期也同样不明。 - 開始当時是小学3年级的8岁。 - 服装是以红色为基调，上身是高领短袖毛衣和背心组合，下身是泡泡下摆裙裤。冬装是红色长袖披肩（2007年度《ふゆがやってきたーっ！》中披露）。另外，在节目内容中穿上围裙或帽子等。头戴着绿叶和红色果实的髮箍。 - 所属场景为“森林之国”（もりのくに）。                                                                                 |
| 原風佳     | 佳佳（） | - 2003年4月7日－2007年3月30日。 - 小琴之前的姐姐。2003年4月7日，与乌糖（第四代的操纵人偶）一起加入，成为第三代的姐姐。 - 和其他的姐姐不同的是没有“酱”。 - 出演開始時7岁（小学2年级）、毕业時11岁（小学5年级）和4年間的演出。11岁毕业时是历代姐姐毕业的时候，作为史上最年少。演出开始时7岁，小雪登场也最年少。 - 服装以精灵形象的黄绿色为基调，红色、橙色装饰。 - 以自己的梦想为主题的歌曲“轻飘飘的佳佳”已经写作。和后任的小琴不同，佳佳野外拍摄极少。 - 2007年3月30日于节目中毕业。 - 所属场景为“音乐之国”（音楽の国）。 |
| 齊藤里奈   | 奈（）   | - 1999年4月5日－2003年4月4日。 - 所属场景为“彩虹之国”（にじのくに）。 |
| 田原加奈子 | 加奈（かなちゃん） | - 1996年1月15日節目開播－1999年4月2日。 - 所属场景为“彩虹之国”（にじのくに）。 |

### 操纵人偶
| 演员                                | 角色         | 备注 |
| 間宮久留美（配音） 南波郁惠（操演） | 乌糖（うーたん）     | - 2003年4月7日与佳佳（第3代姐姐）一起加入的操纵人偶角色，音乐之国的精灵。 - 头上有两个沙锤，高兴时会左右摇动。 - 优优宝贝翻译为“叮当”。 - 2023年3月31日随小春毕业已不再出演，但在舞台剧和本地化版本中仍登场。 |
| 齋藤彩夏（配音）                    | 泡泡（ぽぅぽ）     | - 2023年4月3日与小樱（第8代姐姐）一起加入的操纵人偶角色。 |
| 深雪早苗（配音）                    | 咕噜（ぐーたん）     | - 蓝色虫子，头上有红色触角，喜欢和乌糖一起吃东西。 |
| 东沙织（配音）                      | 箱箱（バコン）     | - 帮乌糖收拾玩具的箱子，头上包着绿色唐草纹头巾。 |
| 柴本浩行（配音）                    | 牙刷侠（ハミガキマン）   | - 帮乌糖刷牙的蓝色牙刷超人。 - 优优宝贝翻译为“牙刷小帅哥”。 |
| 石川宽美（配音）                    | 阿布（モウフー）     | - 陪乌糖睡觉的粉红色被子，头上戴着星星图案的睡帽。 |
| 宮田幸季 菊地祥子（配音）           | 叮咚（チャップン）     | - 帮乌糖洗手和洗澡的水滴兄妹。 |
| 石川宽美 筒美奈子（配音）           | 鞋子大大（クックー） | - 和乌糖一起出门冒险的双胞胎兄弟，外表为一双蓝色鞋子。 |
| 东沙织（配音）                      | 小托（オマルン）     | - 乌糖的绿色辅助坐便器。 |
| 园部启一（配音）                    | 托力（ベンキー）     | - 厕所国的国王，留着西式发型和胡须。 |
| 城雅子（配音）                      | 飘飘（ティーちゃん）     | - 帮乌糖擦鼻涕和擦手的粉色纸巾盒，头上戴有一朵花。 |
| 松本健太（配音）                    | 匡奇（ゴットン）     | - 载乌糖去各种地方的小火车。 |
| 熊井統子（配音）                    | 阿丸（まぁる）     | 泡泡的弟弟妹妹。喜欢泡泡，经常模仿他。 |
| 熊井統子（配音）                    | 呀呀（やーや）     | 泡泡和阿丸的亲属。总是像一个温暖的孩子一样亲近孩子们。 |
| 阪口大助（配音）                    | 小夫（おっとー）     | 不挑剔的个性。他固执己见，喜欢观察昆虫。独子，总是和非常珍惜的娃娃在一起。 |
| 水野亚美（配音）                    | 琪琪（ちーちー）     | 性格开朗友好，但有时也有异想天开的一面。说话的方式还很年轻，但他足够坚定，可以清楚地表达自己的观点。倪倪的弟弟。                                                                                              |
| 梶裕貴（配音）                      | 倪倪（にーにー）     | 2023年12月5日起登場。琪琪的哥哥。他很有爱心，想成为泡泡的“渴望”。喜欢时髦，而且有点漂亮。 |

## 脚注
1. 越南语：／

1. .   [2022-01-11]. （原始内容存档于2022-04-14）.
2. ↑  . 北广传媒优优宝贝电视频道.   [2016-07-05]. （原始内容存档于2016年8月21日）.
3. ↑  .   [2016-07-09]. （原始内容存档于2019-07-23）.
4. ↑  個人視聴率調査 （页面存档备份，存于） (PDF). 世論調査. NHK放送文化研究所. 2013-10-01  [2014-02-17]. （原始内容 (PDF)存档于2018-10-05）. 表10 Eテレでよく見られている番組（放送時間10分以上）
5. ↑   (PDF).   [2020-03-05]. （原始内容 (PDF)存档于2019-02-27）.
6. ↑  . 越南电视台教育频道节目制作中心.   [2019-06-11]. （原始内容存档于2021-02-27）.
7. ↑   (PDF).   [2021-10-03]. （原始内容 (PDF)存档于2022-04-14）.
8. ↑  . すくコム. NHKエデュケーショナル. 2015-12-25  [2015-12-31]. （原始内容存档于2020-09-21）.
9. 1 2  乐视网译名
10. ↑  . すくコム. NHKエデュケーショナル. 2015-12-25  [2015-12-31]. （原始内容存档于2021-01-27）.
11. ↑  . すくコム. NHKエデュケーショナル. 2015-12-18  [2015-12-31]. （原始内容存档于2020-09-25）.
12. ↑  优优宝贝译名
13. ↑  . すくコム. NHKエデュケーショナル. 2015-12-18  [2015-12-31]. （原始内容存档于2020-09-23）.
14. ↑  . すくコム. NHKエデュケーショナル. 2015-12-18  [2015-12-31]. （原始内容存档于2020-11-24）.
15. ↑  . すくコム. NHKエデュケーショナル. 2015-12-14  [2015-12-31]. （原始内容存档于2020-11-29）.
16. 1 2 3 4 5  . すくコム. NHKエデュケーショナル. 2023-03-07  [2023-11-30]. （原始内容存档于2024-03-29）.
17. 1 2 3 4 5 6 7 8 9  . すくコム. NHKエデュケーショナル. 2023-11-29  [2023-11-29]. （原始内容存档于2024-02-22）.

## 外部連結
- 官方网站 （日語）
- いないいないばあっ! - NHK放送史（日本放送协会）（日語）

- あつまれ!ワンワンわんだーらんど - NHK放送史（日本放送协会）（日語）

- 豆瓣电影上《躲猫猫！》的資料 （简体中文）
- 躲猫猫频道 乐视网 （页面存档备份，存于） （页面存档备份，存于）